# Robert Walpole
För andra betydelser, se Robert Walpole (olika betydelser).
Robert Walpole, 1:e earl av Orford, född 26 augusti 1676 i Houghton i Norfolk, död 18 mars 1745 i London, var en engelsk statsman, medlem av underhuset (whig) från 1701 och skattkammarlord från 1721. Robert Walpole räknas som Storbritanniens förste premiärminister, även om titeln för samtiden var ett skällsord och betecknade otillbörlig maktlystnad. Han hade ett så stort inflytande inom kabinettet att han de facto fungerade som regeringschef. 

## Karriär
Walpole var en framstående talare och skicklig partipolitiker. Som skattkammarlord lyckades han hindra att Söderkompaniets fall fick alltför svåra ekonomiska följder. Från 1724 var han whigpartiets ledande man, och under hans tid vid makten (till 1742) fick parlamentarismen sitt definitiva genombrott. Han skapade en partiorganisation som gav honom en fast majoritet i parlamentet och grundade därmed parlamentarism som sedan dess kännetecknar det politiska livet i England. Grundvalen för Walpoles makt var det starka stöd han vann hos godsägarna och lågadeln på landsbygden, the gentry, som tilltalades av hans sparsamhet, låga skatter och fredliga utrikespolitik. Hans fredliga utrikespolitik och stora skattesänkningar medförde ekonomiskt välstånd samt snabb utveckling av handel och industri.

## Tid som premiärminister
Walpoles tid som premiärminister brukar dateras från 1721, när han fick posten som förste skattkammarlord, men kan alternativ dateras från 1730, då han, sedan lord Townshend hade avgått, blev den ende oomtvistade ledaren för kabinettet. 
Som förste skattkammarlord fick han hela ledningen av de brittiska finanserna. Han började med att förbättra landets kredit genom uppgörelser med fordringsägarna. Walpole ansåg att Storbritanniens storhet huvudsakligen berodde på handeln; på detta område kom man enligt honom längst genom att exportera industrivaror, importera råämnen och driva upp skeppsbyggeriet med virke från egna, amerikanska kolonier. Parlamentet delade dessa åsikter och avskaffade tullen på en mängd varor. Allt politiskt och kyrkligt gräl som tidigare verkat splittrande försökte Walpole begrava genom att rikta allas uppmärksamhet på det enda målet, att göra nationen rik och mäktig, och genom att försöka skapa en verklig nationalanda.
Att han i över tjugo år lyckades med sin uppgift som regeringsledare berodde på att han visste hur underhuset skulle skötas och att han kunde hantera kungarna. Han var verksam under Georg I:s och Georg II:s regeringstider. Georg I:s förtroende vann Walpole när han lyckades rädda kungen undan skandal i samband med söderhavsbubblan, där kungen var komprometterad. Walpole fortsatte styra ända tills han avgick 1742.
Robert Walpole var far till författaren Horace Walpole.